# Embalse de Mohamed V
El embalse de Mohamed V se encuentra en el río Muluya, a 35 km al sur de Zaio, en la Región Oriental, en Marruecos, a 70 km del Mediterráneo.
El objetivo del embalse, uno de los más antiguos de Marruecos, es regar unas 70.000 ha aguas abajo, proporcionar agua potable a la ciudad de Nador y producir energía hidroeléctrica.

## Ecología
El embalse es considerado humedal importante por el Convenio de Ramsar, como Hábitat de Aves Acuáticas, debido a las orillas sinuosas y a los numerosos islotes de nidificación cerca de la orilla derecha. Las vertientes que rodean el embalse están desnudas o cubiertas de vegetación esteparia, salvo en algunas colinas, donde se han realizado plantaciones de eucaliptos. Cerca del agua hay bosquetes de tamariscos (Tamarix), sobre todo en las barrancadas.
El agua que entra en el embalse aporta gran cantidad de sedimentos que crean un importante problema de colmatación. En las orillas hay llanuras de marea por los ascensos y descensos del agua, arenales y graveras.
Se calcula que hay unas 2.700 aves, de las cuales 1.400 son ánades en su momento de mayor afluencia; de estos, la mitad son de la especie tarro canelo (Tadorna ferruginea).